# Sval krejčovský

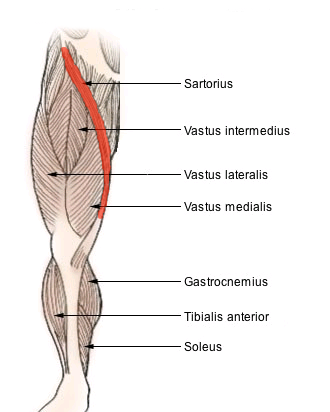
Svaly dolní končetiny, vyznačen sartorius (vynechán rectus femoris, aby byl vidět vastus intermedius)

Sval krejčovský (musculus sartorius) je nejdelším svalem v lidském těle.
Začíná na předním horním kyčelním trnu, přetáčí se spirálovitě přes přední stranu stehna, následně se mění ve šlachu a upíná se na kondylu kosti holenní.
Vzhledem ke spirálovitému průběhu umožňuje ohyb, přítah v kyčelním kloubu a ohyb v kloubu kolenním.